# Marcos Rodríguez Pantoja
Marcos Rodríguez Pantoja (född i Añora i Córdobaprovinsen i Spanien, den 7 juni 1946) är känd för att vara ett av få dokumenterade fall av vilda barn.

## Biografi
Som barn flyttade Marcos Rodríguez Pantoja tillsammans med sina föräldrar till Madrid, där hans mor avled. Hans far gifte sig med en annan kvinna, som redan hade en son från ett tidigare äktenskap. I början av 1950-talet flyttade man till Fuencaliente (Ciudad Real), i Sierra Morena, där man ägnade sig åt framställning av kol.
År 1953, då Marcos Rodríguez var sju år gammal, och efter några år i misär, såldes han eller överlämnades till en fåraherde, och det var när denne försvann som pojken blev lämnad övergiven mitt i skogen. Han återfanns 1965 av Guardia Civil, efter att ha levt i total isolering från människor under tolv år och med sällskap av enbart vargar. Guardia civil förde honom till Fuencaliente. Polisen gjorde aldrig någon anmälan mot fadern, som vid den tiden fortfarande levde, och då han kände igen sin son klandrade han bara honom för att ha förlorat sin jacka.
Senare lärde en präst honom att tala, och han blev internerad på Hospital de Convalecientes de la Fundación Vallejo, i Madrid, tills han kunde återinföras som vuxen i samhället. Han gjorde  militärtjänst och arbetade sedan som herde och på ett värdshus. Han utsattes för åtskilliga bedrägerier och blev lurad när han lärde sig hur samhället fungerade och betydelsen av pengar. Efter att ha levt i Fuengirola (Malaga) inklusive att ha bott i en grotta, flyttade han sedan till byn Rante, i Galicien, där han sedan dess bor tillsammans med en person som han har förtroende för.

## Studie av fallet
En studie av fallet har gjorts av antropologen och författaren Gabriel Janer Manila, som mellan november 1975 och april 1976 intervjuade Marcos Rodríguez med syftet att studera de nödvändiga utbildningsåtgärderna för hans integration i samhället. Antropologen fastställde att orsakerna till att Marcos blev övergiven inte var en slump utan avsiktliga och hade sociekonomiska orsaker såsom extrem fattigdom. Forskaren fastställde också att Marcos överlevnad var möjlig tack vare de basfärdigheter som han hade skaffat sig innan han övergavs, likaså en extraordinär naturlig intelligens. Under sin isolering lärde pojken sig lätena hos de djur han levde tillsammans med, och använde dessa för att kommunicera med dem, under det att han så småningom övergav det mänskliga språket.
Väl tillbaka i ett socialt sammanhang, efter att han tagits om hand av Guardia Civil, genomgick han en långsam återanpassning till de mänskliga vanorna (mat, kläder, språk etc), men visade fortfarande i vuxen ålder att han föredrog livet på landet och hos djuren (med vilka han har ett speciellt förhållande) och utvecklade en viss motvilja mot oljudet och lukten i städerna, och anser att livet bland människorna är sämre än livet hos djuren.

## Arbeten om hans liv
Dramaturgen Kevin Lewis har skrivit en barnbok inspirerad av Marcos Rodríguez liv, titulerad "Marcos". Han historia har blivit behandlad i en doktorsavhandling av den antropolog som intervjuat honom, och det har gjorts en film (Entrelobos) (ungefär ”Leva bland vargar”), regisserad av Gerardo Olivares. I filmen spelar Marcos sig själv under den senare tidsperioden av sitt liv (nutid).

## Fotnoter och källor
1. ↑  Vivir doce años entre lobos, (”Att leva tolv år bland vargar”) El País.(spanska)
2. ↑  "Ahora duermo en una cama. Cuando me capturaron dormía en el suelo", (”Nu sover jag i en säng. När man fångade mig sov jag på marken.”) radiointervju med Marcos Rodríguez.
3. ↑  La problemática educativa de los niños selváticos: el caso "Marcos", de Gabriel Janer Manila, Universidad de Palma de Mallorca .(spanska)

- Fernando Goitia (31 oktober). [www.xlsemanal.com ”Yo sí que bailé con lobos”] (på spanska). XL Semanal (ABC) "Veckobilaga" (1201):  s. 38-41. ISSN 1885-5865. www.xlsemanal.com. Läst 28 december 2010.